# 巴西凫

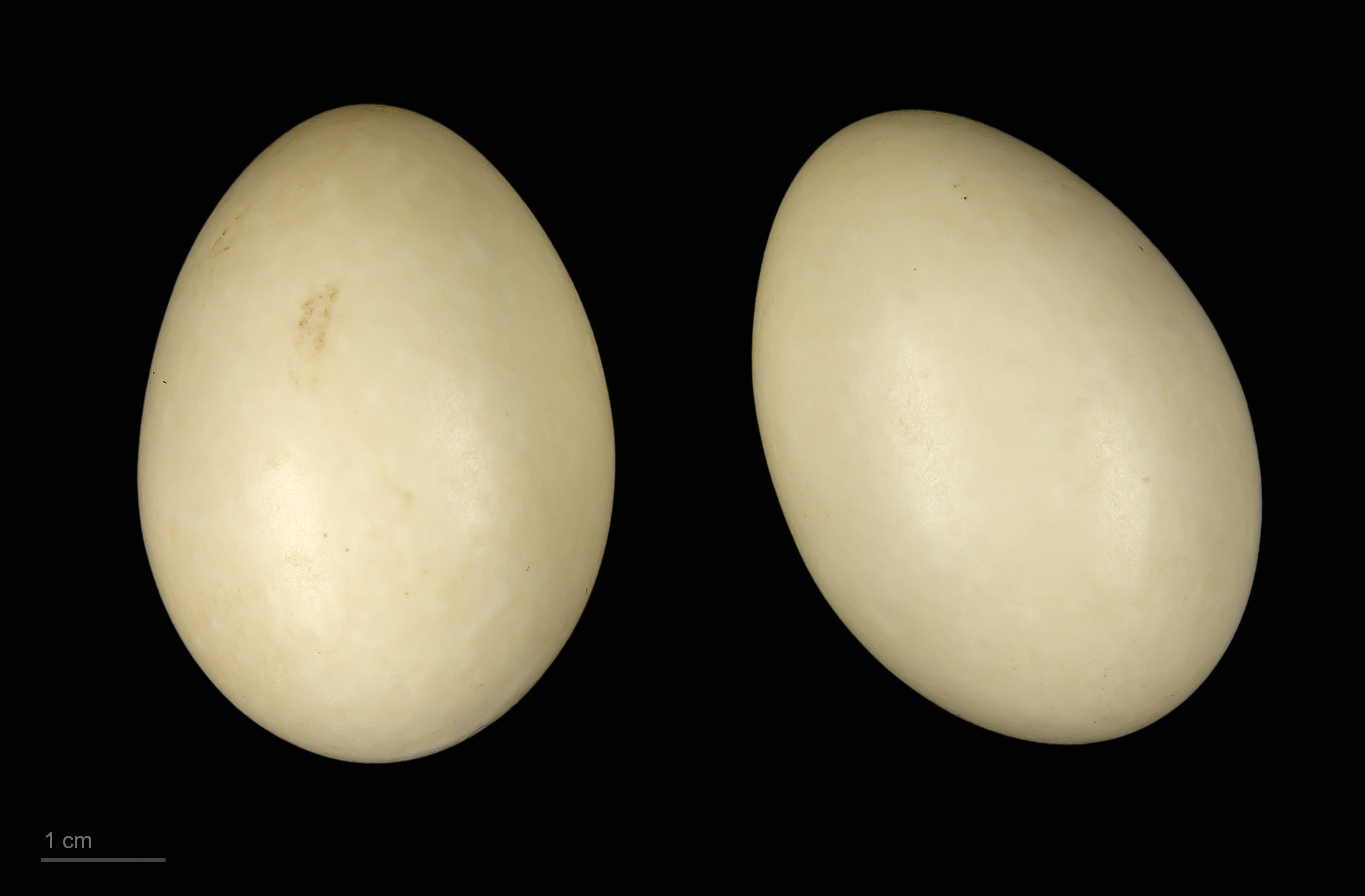
卵

（学名：Amazonetta brasiliensis）是雁鸭科巴西凫属（Amazonetta）的唯一一种，广泛分布于南美洲淡水水域。它曾被视为一种栖鸭，但后来发现其实是一种钻水鸭。

## 特征
巴西凫体重约499.99克，翼长约180.6毫米，嘴峰长约38.9毫米，喙宽度约14.9毫米，喙厚度约12.8毫米，跗蹠长约32.2毫米，尾长约90.1毫米。巴西凫在其分布区内为留鸟，其栖息在开放的湖泊、沼泽等湿地环境中，食性为草食性，主要食物来源是水生植物。

## 亚种
- ：分布于哥伦比亚和委内瑞拉至巴西。
- ：分布于巴西南部至玻利维亚东部、乌拉圭和阿根廷。[4]